# 3-е отделение Золотой Балки
Золотая Балка (3-е отделение) или 3-е отделение Золотой Балки (ранее также Посёлок 10-й километр; Золотая Балка) — населённый пункт в Балаклавском муниципальном округе Балаклавского района Севастополя (согласно административно-территориальному делению УССР и Украины с 1957 года не имеет статуса отдельного населённого пункта в составе Балаклавского района Севастопольского горсовета; в 2014 году населённый пункт был восстановлен, категорией населённого пункта определено сперва село, затем — посёлок).
Одно из отделений АПФ «Золотая Балка».
Расположено на западе района, примерно в 4 км к западу от Балаклавы, на 10-м километре Балаклавского шоссе.

## Население
| 2011 | 2014 |
| ---- | ---- |
| 688  | ↘464 |

Численность населения по данным переписи населения по состоянию на 14 октября 2014 года составила 464 человека; по оценке 2011 года — 688 человек, площадь составляет 22,5 гектара..

## История
7 мая 1957 года сёла и посёлки Балаклавского района были переданы в подчинение городскому совету Севастополя. Золотая Балка или Пос. 10 км лишился статуса отдельного населённого пункта.
В соответствии с законом города Севастополя от 3 июня 2014 года № 17 − ЗС «Об установлении границ и статусе муниципальных образований в городе Севастополе» в составе новообразованного Балаклавского муниципального округа Балаклавского района были воссозданы упразднённые в 1957 году некоторые населённые пункты, включая 3-е отделение Золотой Балки, частью которого стал бывший посёлок 10-й км. В селе действует клуб Балаклавской централизованной клубной системы.